# SSC Aero
SSC Aero je sportski automobil kojeg proizvodi američka tvrtka Shelby Super Cars. Njegova inačica SSC Ultimate Aero TT, je kratko vrijeme bila najbrži cestovi proizvodni model automobila, (danas je drugi) s postignutom rekordnom brzinom od 413 km/h (257 mph). Brzina je postignuta 13. rujna 2007.g.
Predviđena je proizvodnja od 25 automobila, a nepoznato je koliko će od njih biti modela Ultimate Aero. Prvi model je proizveden 2006.g. Automobil je dizajnirao Jerod Shelby. 

## Podaci o automobilu
Automobil je coupe s dvoja vrata, središnje smještenim motorom i pogonom na zadnje kotače.
Osnovni model iz 2006.g. pokretan je 6.26 litrenim V8 motorom koji ima snagu od 787 KS (587 kW) pri 6600 okr/min i zakretni moment od 998 N·m pri 5800 okr/min. 
Ultimate Aero ima povećanu zapremninu motora na 6.34 L što mu povećava snagu na 1,046 KS (780 kW) pri 6950 okr/min i zakretni moment na 1,113 N·m pri 6200 okr/min.
Godine 2007. povećane su performanse motora na modelu Ultimate Aero, dok je osnovni model ostao isti. Modeli iz 2007.g. su nešto teži od onih iz 2006.g.
Novi motor na Ultimate Aero modelu ima zapremninu 6.35 L (V8). Motor razvija snagu od 1,183 KS (882 kW) pri 6950 okr/min i ima zakretni moment od 1,483 N·m pri 6150 okr/min. 
Prema testiranjima, teoretska brzina koju bi Ultimate Aero model mogao postići je 437 km/h (273.75 mph) pri 7200 okr/min, dok je najveća brzina osnovnog modela 380 km/h (236 mph).
Dimenzije:
- Međuosovinski razmak; 2672.1 mm (105.2 in)
- Dužina: 4475.5 mm (176.2 in)
- Širina: 2100.6 mm (82.7 in)
- Visina: 1092.2 mm (43.0 in)
- Težina (Ultimate Aero model 2007.): 1247 kg (2750 lb)

## Vanjske poveznice
- SSC internet stranice  Arhivirana inačica izvorne stranice od 10. veljače 2012. (Wayback Machine) (engl.)